# Плиев, Харитон Давидович
Харитон Давидович Плиев (осет. Плиты Хадо; 19 сентября 1908 года, село Рук, Тифлисская губерния, Российская империя — 26 декабря 1966 года, Орджоникидзе, Северо-Осетинская АССР) — юго-осетинский поэт и переводчик. Лауреат Государственной премии имени Коста Хетагурова (1972).

## Биография
Родился в 1908 году в крестьянской семье в селе Рук, Тифлисская губерния. Начальное образование получил в местной школе. В 1928 году опубликовал свои первые стихотворения «Коста» и «Ралӕууыд уалдзӕг» (Наступила весна) в литературном журнале «Фидиуӕг». В 1926 году поступил в Сталинирский педагогический техникум, который окончил в 1930 году, после чего работал два года учителем и редактором газеты «Большевикон аивад» (Большевистское искусство). В 1931 году вышла его первая поэма «Салимат», в которой изобразил гражданскую войну в Южной Осетии. С 1932 года обучался на литературном факультете Московского педагогического института. В 1932 году издал свой первый стихотворный сборник «Цӕхӕртӕ» (Искры). С 1934 года — студент литературного факультета Московского института истории, философии и литературы. В 1936 году, не окончив институт, возвратился в Осетию, где стал работать редактором детского вещания республиканского Комитета радиовещания в Орджоникидзе. Потом работал заведующим отделом литературы газеты «Растдзинад».
С 1937 года — председатель правления Союза писателей Южной Осетии. С 1940 по 1942 года работал в Юго-Осетинском НИИ и в Сталинирском педагогическом институте. С 1942 года участвовал в Великой Отечественной войне. После демобилизации в 1944 году работал в Орджоникидзе в издательстве «Ир», редакциях литературного журнала «Мах дуг» и газеты «Молодой коммунист».
Одним из самых важных произведений автора стал сборник «Уӕлахизы кадӕг» (Сказание о победе), над которым автор стал работать ещё до начала Великой Отечественной войны и опубликовал в 1950 году. Переводил на осетинский язык произведения Александра Пушкина, Михаила Лермонтова, Николая Некрасова и Тараса Шевченко.
С 1947 по 1966 года проживал в доме № 17 на улице Куйбышева во Владикавказе. 
Память
Именем Харитона Плиева названа улица в Цхинвале.